# One way wind (album)
One way wind is een muziekalbum van The Cats uit 1972.  Op twee nummers na, van Neil Young en Peter Schoonhoven, werden alle nummers geschreven door vier van de vijf Cats-leden zelf. Schoonhoven had in die tijd een creatieve functie bij Bovema, de platenmaatschappij van The Cats, en speelde verder in de Haarlemse band Fresh Air. Het album is genoemd naar het gelijknamige nummer One way wind, dat voor het eerst werd uitgebracht op het album Cats aglow uit 1971 en ook op dit album voorkomt.

## Nummers
| Nummer | Naam                               | Geschreven door             | Duur | Opmerkingen |
| ------ | ---------------------------------- | --------------------------- | ---- | ----------- |
| A1     | One way wind                       | Arnold Mühren               | 3:36 |             |
| A2     | My friend Joe                      | Cees Veerman                | 2:54 |             |
| A3     | She's on her own                   | Arnold Mühren               | 3:00 |             |
| A4     | Dance dance                        | Neil Young                  | 2:38 |             |
| A5     | A letter                           | Piet Veerman en John Möring | 3:30 |             |
| A6     | Lonely nights                      | Jaap Schilder               | 2:08 |             |
| A7     | End side one                       | Cees Veerman                | 2:35 |             |
| B1     | I don't know                       | Peter Schoonhoven           | 2:38 |             |
| B2     | I love you, I do                   | Jaap Schilder               | 3:30 |             |
| B3     | Lonely walk                        | Piet Veerman                | 6:10 |             |
| B4     | Don't know where to go             | Arnold Mühren               | 2:55 |             |
| B5     | Crying like I've never done before | Cees Veerman                | 4:22 |             |
| B6     | If you'll be my woman              | Cees Veerman                | 2:46 |             |